# Sisal
- Commons
- Wikispecies

O sisal (Agave sisalana , família Agavaceae) é uma planta originária da América Central,  utilizada para fins comerciais.
O A. sisalana é cultivado em regiões semiáridas. No Brasil, os principais produtores são os estados da Paraíba e da Bahia, neste último, especialmente na região sisaleira, onde está localizado o maior polo produtor e industrial do sisal do mundo, as cidades de Valente, Queimadas, Santaluz, Retirolândia, São Domingos, Araci e Conceição do Coité.
Em Valente encontram-se algumas das maiores indústrias têxteis de sisal do mundo, a empresa Hamilton Rios e APAEB. produzindo carpetes, tapetes, capachos e fios.
Em Conceição do Coité encontram-se as principais batedeiras e indústrias de beneficiamento da fibra de sisal, destacando-se a Hamilton Rios, Cotesi do Brasil, Sisalgomes, Sisaex e Fibraex, que além do beneficiamento da fibra, produzem fios e cordas de sisal, que são exportados para diversos países.
Em Riachão do Jacuípe está uma das maiores empresa exportadoras de sisal, a SISALL - All About sisal fiber.
Santaluz foi a primeira cidade a investir no plantio em grande escala para a comercialização, tendo em sua principal praça um busto de José Araújo Goes que trouxe o Sisal para região do semiárido brasileiro, tendo plantado a primeira muda na cidade. Santaluz também contou com as maiores batedeiras de sisal da Bahia nas décadas de 60, 70, 80 e 90; destaca-se a batedeira de Luiz Campelo LTDA, falida em 1990.
As cordárias destas empresas, em seu auge chegou a exportar o ouro nordestino para países do continente africano, EUA, e França.
Do sisal, utiliza-se principalmente a fibra das folhas que, após o beneficiamento, é destinada majoritariamente à indústria de cordoaria (cordas, cordéis, fios, tapetes etc.).
O sisal é uma planta originária do México. Os primeiros bulbilhos da Agave sisalana foram introduzidos na Bahia, em 1903, pelo Comendador Horácio Urpia Júnior nos municípios de Madre de Deus e Maragogipe, trazidos provavelmente da Flórida, através de uma firma americana, foi difundido inicialmente no estado da Paraíba e somente no final da década de 30 na Bahia. Atualmente o Brasil é o maior produtor de sisal do mundo e a Bahia é responsável por 90% da produção da fibra nacional.
O sisal teve seu apogeu econômico durante a Crise do Petróleo nas décadas de 60 e 70. A utilização das fibras sintéticas, porém a necessidade de preservação da natureza e a forte pressão dos grupos ambientalistas vem contribuindo para o incremento da utilização de fios naturais.
O ciclo de transformação do sisal em fios naturais tem início aos 3 anos de vida da planta, ou quando suas folhas atingem até cerca de 140 cm de comprimento que podem resultar em fibras de 90 a 120 cm. As fibras representam apenas 4 a 5% da massa bruta da folha do sisal. As folhas são cortadas a cada 6 meses durante toda vida útil da planta que é de 6/7 anos. Ao final do período é gerada uma haste (inflorescência), a flecha, onde surgem as sementes de uma nova planta. Uma característica da família é que a planta morre após gerar as sementes.
O sisal pode ser colhido durante todo o ano: para isto ser possível, não são destacadas do caule as folhas mais novas.
É uma planta resistente à aridez e ao sol intenso do sertão nordestino. É a fibra vegetal mais dura que existe.
O sisal faz parte da cadeia de fibras naturais do Brasil, e está presente na Câmara Setorial de Fibras Naturais do Ministério da Agricultura, fazendo parte das fibras da Associação Brasileira da Indústria e dos Produtores da Bambu e Fibras Naturais.

## Produtos derivados
Os principais produtos são os fios biodegradáveis utilizados em artesanato; no enfardamento de forragens; cordas de várias utilidades, inclusive navais; torcidos, terminais e cordéis. O sisal também é utilizado na produção de estofos; pasta para indústria de celulose; produção de tequila; tapetes decorativos; remédios; biofertilizantes; ração animal; adubo orgânico e sacarias. As fibras podem ser utilizadas também na indústria automobilística, substituindo a fibra de vidro.
Uma fibra sintética demora até 150 anos para se decompor no solo, enquanto a fibra do sisal, em meses, torna-se um fertilizante natural.

## Regiões de plantio e comércio
Atualmente a Tanzânia, Quênia, Uganda (África Oriental) e Brasil, fazem parte dos maiores cultivadores de sisal do mundo. Também são de destaque os países: Angola, México e Moçambique.